# 에버렛 K. 로스

에버렛 K. 로스(Everett K. Ross)는 마블 스튜디오에서는 CIA 부국장이자 베를린에 위치한 합동 대테러 센터의 일원. 마틴 프리먼 (Martin Freeman)이 영화 블랙팬서에서 연기했다.

## 담당 배우

### 영화
- 캡틴 아메리카: 시빌 워 (2016)  - 마틴 프리먼
  - 블랙 팬서 (2018) - 마틴 프리먼